# Lista de presidentes do Uruguai
Esta é uma lista de presidentes da República Oriental do Uruguai contendo todas as pessoas que ocuparam a chefia de Estado e governo desde 6 de novembro de 1830, ano da promulgação da primeira Constituição do país. Somente os presidentes constitucionais estão enumerados, não fazendo parte da contagem oficial os presidentes que estenderam seu mandato (através de golpe de estado), os governantes provisórios ou os presidentes da Ditadura civil-militar. 
O primeiro presidente listado é Fructuoso Rivera, embora o país tenha sido governado por outros 4 presidentes (em 5 mandatos) anteriores, sendo eles: Juan Antonio Lavalleja (de 1825 a 1828), Joaquín Suárez (em 1828), José Rondeau (de 1828 a 1830) e Luis Eduardo Pérez (em 1830).

## Capitães-gerais (1825-1830)
Capitães-gerais que lideraram o movimento armado pela independência do Império do Brasil e das Províncias Unidas do Rio da Prata. 
| № | Retrato | Governante             | Período de Mandato (Duração de Mandato)                           | Notas            |
| - | ------- | ---------------------- | ----------------------------------------------------------------- | ---------------- |
| - |         | Juan Antonio Lavalleja | 19 de setembro de 1825 até 5 de julho de 1826 (289 dias)          | [ nota 1 ]       |
| - |         | Joaquín Suárez         | 5 de julho de 1826 até 12 de outubro de 1827 (1 ano e 99 dias)    | [ nota 2 ] [ 2 ] |
| - |         | Luis Eduardo Pérez     | 12 de outubro de 1827 até 1 de dezembro de 1828 (1 ano e 50 dias) | [ nota 3 ]       |
| - |         | Joaquín Suérez         | 1 de dezembro de 1828 até 22 de dezembro de 1828 (21 dias)        | [ nota 4 ]       |
| - |         | José Rondeau           | 22 de dezembro de 1828 até 17 de abril de 1830 (1 ano e 116 dias) |                  |
| - |         | Juan Antonio Lavalleja | 17 de abril de 1830 até 28 de junho de 1830 (72 dias)             |                  |

## Presidentes (1830-presente)
| №                                             | Presidente                                | Imagem                                 | Período de Mandato (Duração de mandato)                              | Eleição                                | Partido                                                               | Vice-presidente(s)                     | Notas                                  |
| Estado Oriental do Uruguai (1830-1919)        | Estado Oriental do Uruguai (1830-1919)    | Estado Oriental do Uruguai (1830-1919) | Estado Oriental do Uruguai (1830-1919)                               | Estado Oriental do Uruguai (1830-1919) | Estado Oriental do Uruguai (1830-1919)                                | Estado Oriental do Uruguai (1830-1919) | Estado Oriental do Uruguai (1830-1919) |
| --------------------------------------------- | ----------------------------------------- | -------------------------------------- | -------------------------------------------------------------------- | -------------------------------------- | --------------------------------------------------------------------- | -------------------------------------- | -------------------------------------- |
| -                                             | Juan Antonio Lavalleja                    |                                        | 28 de junho de 1830 até 24 de outubro de 1830 (118 dias)             | -                                      | Nenhum                                                                | -                                      | [ nota 5 ]                             |
| -                                             | Luis Eduardo Pérez                        |                                        | 24 de outubro de 1830 até 6 de novembro de 1830 (13 dias)            | -                                      | Nenhum                                                                | -                                      |                                        |
| 1                                             | Fructuoso Rivera                          |                                        | 6 de novembro de 1830 até 24 de outubro de 1834 (3 anos e 352 dias)  | 1830                                   | Nenhum                                                                | -                                      | [ nota 6 ] [ 3 ]                       |
| -                                             | Carlos Anaya                              |                                        | 24 de outubro de 1834 até 1 de março de 1835 (128 dias)              | -                                      | Nenhum                                                                | -                                      | [ nota 7 ] [ 4 ]                       |
| 2                                             | Manuel Oribe                              |                                        | 1 de março de 1835 até 24 de outubro de 1838 (3 anos e 237 dias)     | 1835                                   | Nacional                                                              | -                                      |                                        |
| -                                             | Gabriel Antonio Pereira                   |                                        | 24 de outubro de 1838 até 1 de março de 1839 (128 dias)              | -                                      | Colorado                                                              | -                                      | [ nota 8 ]                             |
| 3                                             | Fructuoso Rivera                          |                                        | 1 de março de 1839 até 1 de março de 1843 (4 anos)                   | 1839                                   | Colorado                                                              | -                                      |                                        |
| -                                             | Manuel Oribe                              |                                        | 16 de fevereiro de 1843 até 8 de outubro de 1851 (8 anos e 234 dias) | Gobierno del Cerrito                   | Nacional                                                              | -                                      | [ nota 9 ]                             |
| -                                             | Joaquín Suárez                            |                                        | 1 de março de 1843 até 15 de fevereiro de 1852 (8 anos e 351 dias)   | 1843                                   | Colorado                                                              | -                                      | [ nota 10 ]                            |
| -                                             | Bernardo Prudencio Berro                  |                                        | 15 de fevereiro de 1852 até 1 de março de 1852 (15 dias)             | -                                      | Nacional                                                              | -                                      |                                        |
| 4                                             | Juan Francisco Giró                       |                                        | 1 de março de 1852 até 25 de setembro de 1853 (1 ano e 208 dias)     | 1852                                   | Nacional                                                              | -                                      |                                        |
| -                                             | Venancio Flores                           |                                        | 25 de setembro de 1853 até 12 de março de 1854 (168 dias)            | Golpe de Estado de 1853                | Colorado                                                              | -                                      | [ nota 11 ] [ 5 ]                      |
| -                                             | Fructuoso Rivera                          |                                        | 25 de setembro de 1853 até 13 de janeiro de 1854 (110 dias)          | Golpe de Estado de 1853                | Colorado                                                              | -                                      |                                        |
| -                                             | Juan Antonio Lavalleja                    |                                        | 25 de setembro de 1854 até 22 de outubro de 1854 (47 dias)           | Golpe de Estado de 1853                | Nenhum                                                                | -                                      |                                        |
| 5                                             | Venancio Flores                           |                                        | 12 de março de 1854 até 10 de setembro de 1855 (1 ano e 182 dias)    | 1854                                   | Colorado                                                              | -                                      |                                        |
| -                                             | Luis Lamas                                |                                        | 29 de agosto de 1855 até 10 de setembro de 1855 (12 dias)            | Rebelião dos Conservadores             | Conservador                                                           | -                                      | [ nota 12 ] [ 6 ]                      |
| -                                             | Manuel Basilio Bustamante                 |                                        | 10 de setembro de 1855 até 15 de fevereiro de 1856 (158 dias)        | -                                      | Colorado                                                              | -                                      | [ nota 13 ]                            |
| -                                             | José María Plá                            |                                        | 15 de fevereiro de 1856 até 1 de março de 1856 (15 dias)             | -                                      | Colorado                                                              | -                                      | [ nota 14 ]                            |
| 6                                             | Gabriel Antonio Pereira                   |                                        | 1 de março de 1856 até 1 de março de 1860 (4 anos)                   | 1856                                   | Colorado                                                              | -                                      |                                        |
| 7                                             | Bernardo Prudencio Berro                  |                                        | 1 de março de 1860 até 1 de março de 1864 (4 anos)                   | 1860                                   | Nacional                                                              | -                                      |                                        |
| -                                             | Atanasio Cruz Aguirre                     |                                        | 1 de março de 1864 até 15 de fevereiro de 1865 (351 dias)            | -                                      | Nacional                                                              | -                                      |                                        |
| -                                             | Tomás Villalba                            |                                        | 15 de fevereiro de 1865 até 20 de fevereiro de 1865 (5 dias)         | -                                      | Nacional                                                              | -                                      |                                        |
| -                                             | Venancio Flores                           |                                        | 20 de fevereiro de 1865 até 1 de março de 1868 (3 anos e 10 dias)    | Sítio de Montevideo                    | Colorado                                                              | -                                      | [ nota 15 ]                            |
| -                                             | Pedro Varela                              |                                        | 15 de fevereiro de 1868 até 1 de março de 1868 (15 dias)             |                                        | Colorado                                                              | -                                      |                                        |
| 8                                             | Lorenzo Batlle                            |                                        | 1 de março de 1868 até 1 de março de 1872 (4 anos)                   | 1868                                   | Colorado                                                              | -                                      |                                        |
| -                                             | Tomás Gomensoro                           |                                        | 1 de março de 1872 até 1 de março de 1873 (1 ano)                    | -                                      | Colorado                                                              | -                                      | [ nota 16 ]                            |
| 9                                             | José Eugenio Ellauri                      |                                        | 1 de março de 1873 até 22 de janeiro de 1875 (1 ano e 327 dias)      | 1873                                   | Colorado                                                              | -                                      | [ nota 17 ] [ 7 ]                      |
| 10                                            | Pedro Varela                              |                                        | 22 de janeiro de 1875 até 10 de março de 1876 (1 ano e 48 dias)      | -                                      | Colorado                                                              | -                                      |                                        |
| -                                             | Lorenzo Latorre                           |                                        | 10 de março de 1876 até 15 de março de 1880 (4 anos e 5 dias)        | -                                      | Colorado                                                              | -                                      | [ nota 18 ]                            |
| 11                                            | Lorenzo Latorre                           | 1879                                   | 10 de março de 1876 até 15 de março de 1880 (4 anos e 5 dias)        | [ nota 19 ]                            | Colorado                                                              | -                                      |                                        |
| 12                                            | Francisco Antonino Vidal                  |                                        | 15 de março de 1880 até 1 de março de 1882 (1 ano e 351 dias)        | -                                      | Colorado                                                              | -                                      |                                        |
| 13                                            | Máximo Santos                             |                                        | 1 de março de 1882 até 1 de março de 1886 (4 anos)                   | 1882                                   | Colorado                                                              | -                                      |                                        |
| 14                                            | Francisco Antonino Vidal                  |                                        | 1 de março de 1886 até 24 de maio de 1886 (84 dias)                  | 1886                                   | Colorado                                                              | -                                      |                                        |
| -                                             | Máximo Santos                             |                                        | 24 de maio de 1886 até 18 de novembro de 1886 (178 dias)             | -                                      | Colorado                                                              | -                                      | [ nota 20 ]                            |
| 15                                            | Máximo Tajes                              |                                        | 18 de novembro de 1886 até 1 de março de 1890 (3 anos e 103 dias)    | -                                      | Colorado                                                              | -                                      |                                        |
| 16                                            | Julio Herrera y Obes                      |                                        | 1 de março de 1890 até 1 de março de 1894 (4 anos)                   | 1890                                   | Colorado                                                              | -                                      |                                        |
| -                                             | Duncan Stewart                            |                                        | 1 de março de 1894 até 21 de março de 1894 (20 dias)                 | -                                      | Colorado                                                              | -                                      |                                        |
| 17                                            | Juan Idiarte Borda                        |                                        | 21 de março de 1894 até 25 de agosto de 1897 (3 anos e 157 dias)     | 1894                                   | Colorado                                                              | -                                      |                                        |
| -                                             | Juan Lindolfo Cuestas                     |                                        | 25 de agosto de 1897 até 15 de fevereiro de 1899 (1 ano e 174 dias)  | -                                      | Colorado                                                              | -                                      | [ nota 21 ]                            |
| -                                             | José Batlle                               |                                        | 15 de fevereiro de 1899 até 1 de março de 1899 (14 dias)             | -                                      | Colorado                                                              | -                                      | [ nota 22 ]                            |
| 18                                            | Juan Lindolfo Cuestas                     |                                        | 1 de março de 1899 até 1 de março de 1903 (4 anos)                   | 1899                                   | Colorado                                                              | -                                      |                                        |
| 19                                            | José Batlle                               |                                        | 1 de março de 1903 até 1 de março de 1907 (4 anos)                   | 1903                                   | Colorado                                                              | -                                      |                                        |
| 20                                            | Claudio Williman                          |                                        | 1 de março de 1907 até 1 de março de 1911 (4 anos)                   | 1907                                   | Colorado                                                              | -                                      |                                        |
| 21                                            | José Batlle                               |                                        | 1 de março de 1911 até 1 de março de 1915 (4 anos)                   | 1911                                   | Colorado                                                              | -                                      |                                        |
| 22                                            | Feliciano Viera                           |                                        | 1 de março de 1915 até 1 de março de 1919 (4 anos)                   | 1915                                   | Colorado                                                              | -                                      |                                        |
| República Oriental do Uruguai (1919-presente) |                                           |                                        |                                                                      |                                        |                                                                       |                                        |                                        |
| 23                                            | Baltasar Brum                             |                                        | 1 de março de 1919 até 1 de março de 1923 (4 anos)                   | 1919                                   | Colorado                                                              | -                                      |                                        |
| 24                                            | José Serrato                              |                                        | 1 de março de 1923 até 1 de março de 1927 (4 anos)                   | 1922                                   | Colorado                                                              | -                                      |                                        |
| 25                                            | Juan Campisteguy                          |                                        | 1 de março de 1927 até 1 de março de 1931 (4 anos)                   | 1926                                   | Colorado                                                              | -                                      |                                        |
| 26                                            | Gabriel Terra                             |                                        | 1 de março de 1931 até 29 de junho de 1938 (7 anos e 120 dias)       | 1930                                   | Colorado                                                              | -                                      | [ nota 24 ]                            |
| -                                             | Gabriel Terra                             | Golpe de Estado de 1933                | 1 de março de 1931 até 29 de junho de 1938 (7 anos e 120 dias)       | Alfredo Navarro                        | Colorado                                                              |                                        | [ nota 24 ]                            |
| 27                                            | Alfredo Baldomir                          |                                        | 19 de junho de 1938 até 1 de março de 1943 (4 anos e 255 dias)       | 1938                                   | Colorado                                                              | César Charlone                         | [ nota 25 ]                            |
| -                                             | Alfredo Baldomir                          | Golpe de Estado de 1942                | 19 de junho de 1938 até 1 de março de 1943 (4 anos e 255 dias)       |                                        | Colorado                                                              | César Charlone                         | [ nota 25 ]                            |
| 28                                            | Juan José de Amézaga                      |                                        | 1 de março de 1943 até 1 de março de 1947 (4 anos)                   | 1942                                   | Colorado                                                              | Alberto Guani                          |                                        |
| 29                                            | Tomás Berreta                             |                                        | 1 de março de 1947 até 2 de agosto de 1947 (154 dias)                | 1946                                   | Colorado                                                              | Luis Batlle Berres                     |                                        |
| 30                                            | Luis Batlle Berres                        |                                        | 2 de agosto de 1947 até 1 de março de 1951 (3 anos e 211 dias)       | -                                      | Colorado                                                              | Alfeo Brum                             |                                        |
| 31                                            | Andrés Martínez Trueba                    |                                        | 1 de março de 1951 até 1 de março de 1952 (1 ano)                    | 1950                                   | Colorado                                                              | -                                      |                                        |
| -                                             | Conselho Nacional de Governo de 1952-1955 |                                        | 1 de março de 1952 até 1 de março de 1955 (3 anos)                   | -                                      | Colorado                                                              | -                                      | [ nota 26 ]                            |
| -                                             | Conselho Nacional de Governo de 1955-1959 |                                        | 1 de março de 1955 até 1 de março de 1959 (4 anos)                   | 1954                                   | Colorado                                                              | -                                      | [ nota 27 ]                            |
| -                                             | Conselho Nacional de Governo de 1959-1963 |                                        | 1 de março de 1959 até 1 de março de 1963 (4 anos)                   | 1958                                   | Nacional                                                              | -                                      | [ nota 28 ]                            |
| -                                             | Conselho Nacional de Governo de 1963-1967 |                                        | 1 de março de 1963 até 1 de março de 1967 (4 anos)                   | 1962                                   | Nacional                                                              | -                                      | [ nota 29 ]                            |
| 32                                            | Óscar Diego Gestido                       |                                        | 1 de março de 1967 até 6 de dezembro de 1967 (280 dias)              | 1966                                   | Colorado                                                              | Jorge Pacheco Areco                    |                                        |
| 33                                            | Jorge Pacheco Areco                       |                                        | 6 de dezembro de 1967 até 1 de março de 1972 (4 anos e 86 dias)      | -                                      | Colorado                                                              | Alberto Abdala                         |                                        |
| 34                                            | Juan María Bordaberry                     |                                        | 1 de março de 1972 até 12 de junho de 1976 (4 anos e 103 dias)       | 1971                                   | Colorado                                                              | Jorge Sapelli                          |                                        |
| -                                             | Juan María Bordaberry                     | Golpe de Estado de 1973                | 1 de março de 1972 até 12 de junho de 1976 (4 anos e 103 dias)       | Cargo Vago                             | Colorado                                                              | [ nota 30 ]                            |                                        |
| -                                             | Alberto Demicheli                         | Golpe de Estado de 1973                |                                                                      | Cargo Vago                             | 12 de junho de 1976 até 1 de setembro de 1976 (81 dias)               | Colorado                               | [ nota 31 ]                            |
| -                                             | Aparicio Méndez                           | Golpe de Estado de 1973                |                                                                      | Cargo Vago                             | 1 de setembro de 1976 até 1 de setembro de 1981 (5 anos)              | Nacional                               | [ nota 32 ]                            |
| -                                             | Gregorio Álvarez                          | Golpe de Estado de 1973                |                                                                      | Cargo Vago                             | 1 de setembro de 1981 até 12 de fevereiro de 1985 (3 anos e 164 dias) | Nenhum                                 | [ nota 33 ]                            |
| -                                             | Rafael Addiego Bruno                      | Golpe de Estado de 1973                |                                                                      | Cargo Vago                             | 12 de fevereiro de 1985 até 1 de março de 1985 (17 dias)              | União Cívica                           | [ nota 34 ] [ 9 ]                      |
| 35                                            | Julio María Sanguinetti                   |                                        | 1 de março de 1985 até 1 de março de 1990 (5 anos)                   | 1984                                   | Colorado                                                              | Enrique Tarigo                         | [ nota 35 ]                            |
| 36                                            | Luis Alberto Lacalle                      |                                        | 1 de março de 1990 até 1 de março de 1995 (5 anos)                   | 1989                                   | Nacional                                                              | Gonzalo Aguirre Ramírez                |                                        |
| 37                                            | Julio María Sanguinetti                   |                                        | 1 de março de 1995 até 1 de março de 2000 (5 anos)                   | 1994                                   | Colorado                                                              | Hugo Batalla                           |                                        |
| 37                                            | Julio María Sanguinetti                   | Hugo Fernández Faingold                | 1 de março de 1995 até 1 de março de 2000 (5 anos)                   | 1994                                   | Colorado                                                              |                                        |                                        |
| 38                                            | Jorge Batlle                              |                                        | 1 de março de 2000 até 1 de março de 2005 (5 anos)                   | 1999                                   | Colorado                                                              | Luis Hierro López                      |                                        |
| 39                                            | Tabaré Vázquez                            |                                        | 1 de março de 2005 até 1 de março de 2010 (5 anos)                   | 2004                                   | Frente Ampla                                                          | Rodolfo Nin Novoa                      |                                        |
| 40                                            | José Mujica                               |                                        | 1 de março de 2010 até 1 de março de 2015 (5 anos)                   | 2009                                   | Frente Ampla                                                          | Danilo Astori                          |                                        |
| 41                                            | Tabaré Vázquez                            |                                        | 1 de março de 2015 até 1 de março de 2020 (5 anos)                   | 2014                                   | Frente Ampla                                                          | Raúl Fernando Sendic                   |                                        |
| 41                                            | Tabaré Vázquez                            | Lucía Topolansky                       | 1 de março de 2015 até 1 de março de 2020 (5 anos)                   | 2014                                   | Frente Ampla                                                          |                                        |                                        |
| 42                                            | Luis Alberto Lacalle Pou                  |                                        | 1 de março de 2020 até 1 de março de 2025 (5 anos)                   | 2019                                   | Nacional                                                              | Beatriz Argimón                        |                                        |
| 43                                            | Yamandú Orsi                              |                                        | 1 de março de 2025 em exercício (73 dias)                            | 2024                                   | Frente Ampla                                                          | Carolina Cosse                         |                                        |

## Ex-presidentes vivos
Até 2025, haviam três ex-presidentes uruguaios vivos, sendo que o mais recente a falecer foi José Mujica, em 13 de maio de 2025.

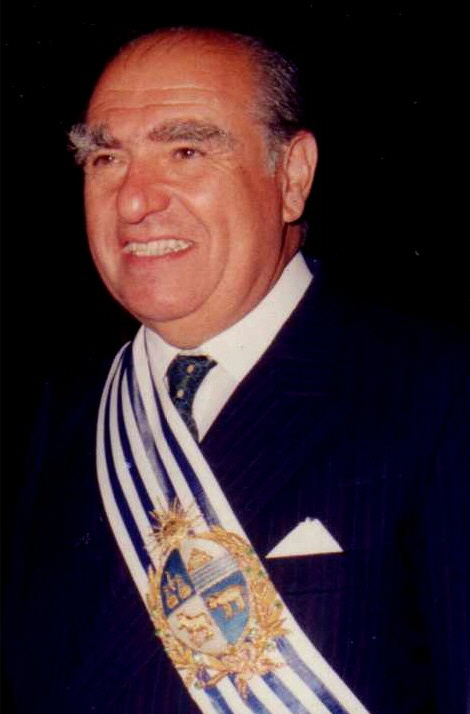
Julio María Sanguinetti (1985/1990 –1995/2000) Idade: 89 anos
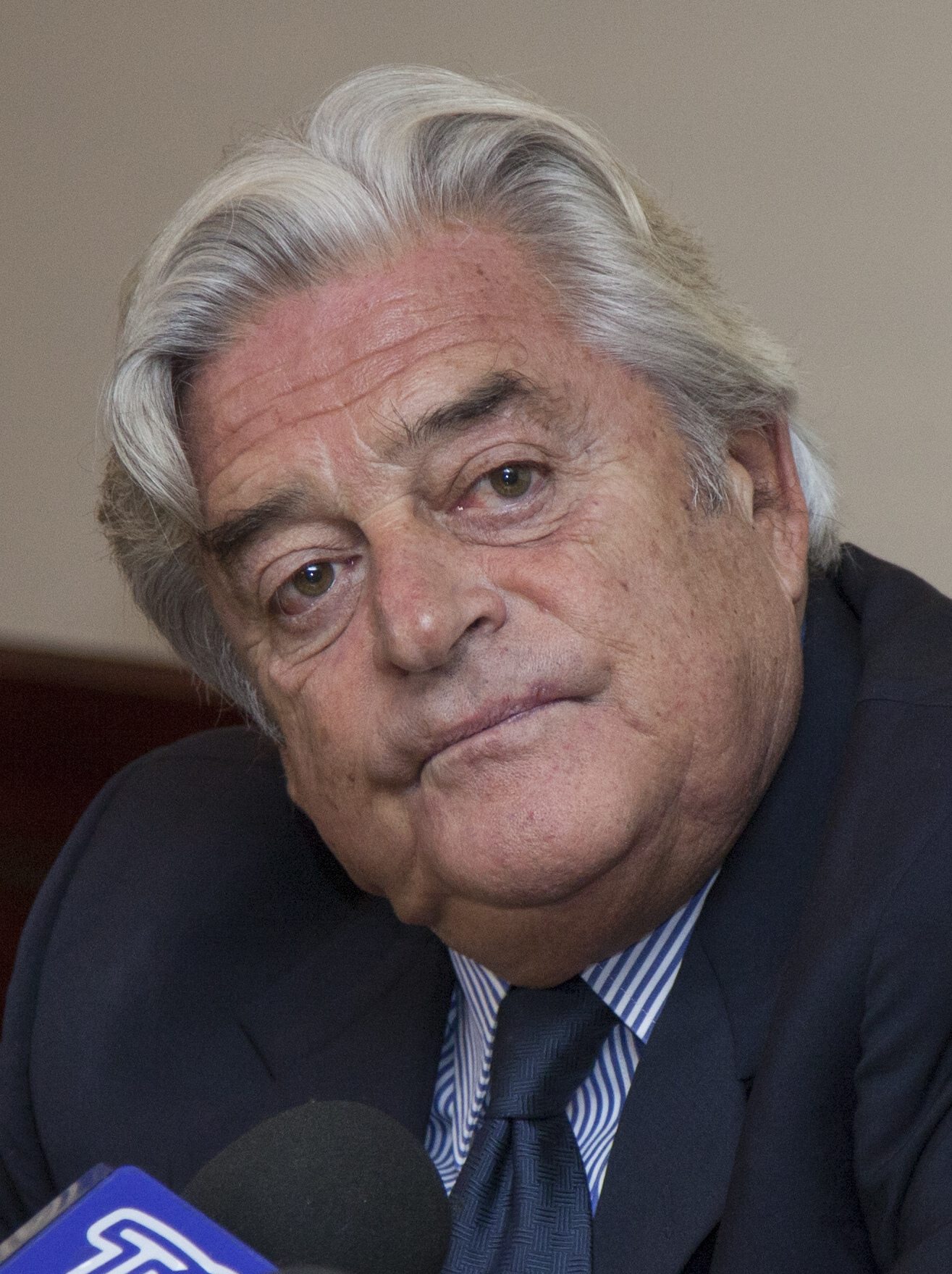
Luis Alberto Lacalle (1990–1995) Idade: 83 anos
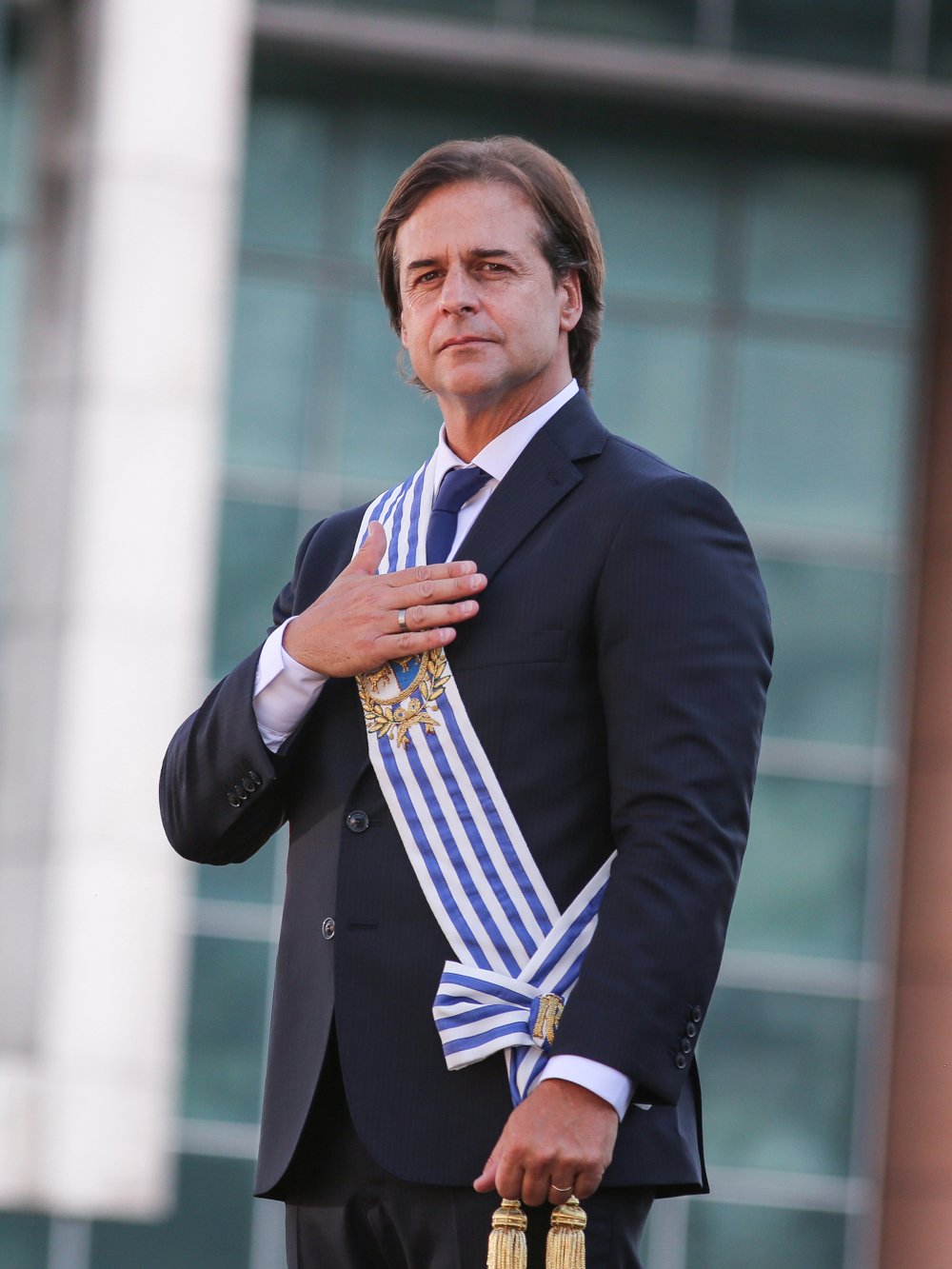
Luis Alberto Lacalle Pou (2020–2025) Idade: 51 anos